# Чемпионат России по лыжным гонкам 2023
Чемпионат России по лыжным гонкам 2023 проводится Федерацией лыжных гонок России с 18 марта по 16 апреля 2023 года. Состоял из трёх этапов:
- первый этап прошёл с 18 марта по 26 марта в Тюмени, ОЦЗВС «Жемчужина Сибири»
- второй этап состоял из женской гонки на 50 км, прошёл в Апатитах 15 апреля.
- третий этап состоял из мужской гонки на 70 км, прошёл в Мончегорске 16 апреля.

### Командное первенство
| № п/п | Субъект РФ            | Общий зачёт | Мужчины | Женщины |
| ----- | --------------------- | ----------- | ------- | ------- |
| 1     | Республика Татарстан  | 6 228       | 3 344   | 2 884   |
| 2     | Тюменская область     | 3 104,5     | 1 575   | 1 529,5 |
| 3     | Республика Коми       | 2 736,5     | 1 413   | 1 323,5 |
| 4     | Санкт-Петербург       | 2 055,5     | 897,5   | 1 158   |
| 5     | Москва                | 2 021,5     | 1 190   | 831,5   |
| 6     | Архангельская область | 1 521,5     | 800     | 721,5   |
| 7     | Красноярский край     | 1 500       | 859,5   | 640,5   |
| 8     | ХМАО — Югра           | 1 469       | 650     | 819     |
| 9     | Мурманская область    | 920,5       | 876,5   | 44      |
| 10    | Пермский край         | 914         | 398     | 516     |

### Мужчины
| Дисциплина                            | Дата      | Золото                                                                              | Серебро                                                                                      | Бронза                                                                                   |
| Спринт классическим стилем            | 18 марта  | Сергей Устюгов Ханты-Мансийский АО — Югра                                           | / Александр Терентьев Архангельская область/Ненецкий АО                                      | Александр Большунов Архангельская область                                                |
| Скиатлон 30 км                        | 19 марта  | Александр Большунов Архангельская область 1:11:00.2                                 | Сергей Устюгов Ханты-Мансийский АО — Югра 1:11:05.5                                          | Иван Якимушкин Тюменская область 1:11:29.6                                               |
| 15 км свободным стилем                | 21 марта  | Александр Большунов Архангельская область 34:51.1                                   | Антон Тимашов Республика Татарстан 35:03.9                                                   | Алексей Червоткин Москва 35:19.0                                                         |
| Командный спринт свободным стилем     | 22 марта  | Архангельская область Александр Терентьев Александр Большунов 23:25.25              | Республика Татарстан — 1 Антон Тимашов Иван Горбунов 23:26.51                                | Тюменская область — 3 Иван Якимушкин Евгений Белов 23:33.33                              |
| Эстафета 4х10 км                      | 24 марта  | Тюменская область Артём Мальцев Евгений Белов Денис Спицов Иван Якимушкин 1:48:13.9 | Республика Татарстан — 1 Андрей Ларьков Сергей Ардашев Антон Тимашов Иван Горбунов 1:49:05.9 | Республика Коми — 1 Ермил Вокуев Илья Семиков Алексей Виценко Евгений Семяшкин 1:50:12.3 |
| 50 км классическим стилем, масс-старт | 26 марта  | Сергей Устюгов Ханты-Мансийский АО — Югра 2:14:16.3                                 | Алексей Червоткин Москва 2:15:37.8                                                           | Александр Большунов Архангельская область 2:16:58.5                                      |
| 70 км классическим стилем, масс-старт | 16 апреля | Сергей Устюгов Ханты-Мансийский АО — Югра 2:34:55.3                                 | Дмитрий Кондрашов Москва 2:34:59.4                                                           | Сергей Волков Республика Татарстан 2:35:42.8                                             |

### Женщины
| Дисциплина                            | Дата      | Золото                                                                                        | Серебро                                                                                     | Бронза                                                                                      |
| Спринт классическим стилем            | 18 марта  | Наталья Непряева Архангельская область                                                        | / Алена Баранова Томская область/Республика Саха (Якутия)                                   | Елизавета Пантрина Тюменская область                                                        |
| Скиатлон 15 км                        | 19 марта  | Наталья Непряева Архангельская область 39:36.8                                                | Елизавета Пантрина Тюменская область 39:42.4                                                | / Анастасия Кулешова Нижегородская область/Республика Мордовия 39:43.6                      |
| 10 км свободным стилем                | 21 марта  | Екатерина Смирнова Тюменская область 26:09.9                                                  | Алина Пеклецова Вологодская область 26:12.0                                                 | Елизавета Пантрина Тюменская область 26:21.4                                                |
| Командный спринт свободным стилем     | 22 марта  | Тюменская область — 1 Екатерина Смирнова Елизавета Пантрина 26:40.14                          | Ханты-Мансийский АО — Югра — 1 Алёна Перевозчикова Екатерина Носкова 26:58.50               | Республика Коми — 1 Ольга Царёва Юлия Ступак 27:13.00                                       |
| Эстафета 4х5 км                       | 24 марта  | Тюменская область Анна Грухвина Алиса Жамбалова Екатерина Смирнова Елизавета Пантрина 57:53.2 | Республика Татарстан-1 Дарья Непряева Лидия Горбунова Анна Суркова Виктория Трошина 58:06.5 | Приволжский ФО Мария Козекаева Анастасия Кулешова Мария Истомина Екатерина Никитина 58:17.4 |
| 30 км классическим стилем, масс-старт | 24 марта  | / Анастасия Кулешова Нижегородская область/Республика Мордовия 1:37:23.8                      | Мария Истомина Пермский край 1:37:37.1                                                      | / Анастасия Прокофьева Москва/Санкт-Петербург 1:38:45.3                                     |
| 50 км свободным стилем, масс-старт    | 15 апреля | Наталья Непряева Архангельская область 2:02:42.2                                              | Майя Якунина Калужская область 2:03:47.1                                                    | Евгения Крупицкая Санкт-Петербург 2:03:47.6                                                 |